# Férias Cá Dentro
Férias Cá Dentro é um programa da RTP em parceria com a Fundação INATEL e emitido pelo canal na época do verão.

## Sinopse
Visa descobrir as riquezas e a beleza que Portugal tem para oferecer, mostrando a cultura, o artesanato, a gastronomia, as tradições e as pessoas das regiões apresentadas. 
Este programa traz as experiências e sugestões de lugares inigualáveis e verdadeiros tesouros naturais, prontos a serem visitados.

## Equipa
| Apresentadores          | Anos        |
| ----------------------- | ----------- |
| Vanessa Oliveira        | 2019 - 2022 |
| Hélder Reis             | 2019 - 2021 |
| José Carlos Malato      | 2019 / 2022 |
| Joana Teles             | 2019 - 2022 |
| Jorge Gabriel           | 2019 / 2021 |
| José Pedro Vasconcelos  | 2020 - 2022 |
| Tânia Ribas de Oliveira | 2021        |
| Tatiana Ourique         | 2021        |
| Licínia Macedo          | 2021        |

| Repórteres           | Anos        |
| -------------------- | ----------- |
| Catarina Camacho     | 2019        |
| Tiago Goes Ferreira  | 2019        |
| Rita Belinha         | 2019 / 2021 |
| Joana Dias           | 2020        |
| Idevor Mendonça      | 2020 - 2021 |
| Inês Carranca        | 2021        |
| Isabel Angelino      | 2021 - 2022 |
| Graça Moniz          | 2021        |
| João Sobral          | 2021        |
| Sofia Relva Borges   | 2021        |
| José Manuel Monteiro | 2021 - 2022 |

## Emissões
| 2019                  |                                              |                                                    |                                                |
| 18 de julho de 2019   | Foz do Arelho                                | Vanessa Oliveira e Hélder Reis                     | Catarina Camacho                               |
| 25 de julho de 2019   | Entre-os-Rios                                | Vanessa Oliveira e José Carlos Malato              | Tiago Goes Ferreira                            |
| 26 de julho de 2019   | Piódão                                       | Vanessa Oliveira e José Carlos Malato              | Tiago Goes Ferreira                            |
| 2 de setembro de 2019 | Vila Nova de Cerveira                        | Joana Teles e Jorge Gabriel                        | Rita Belinha                                   |
| 2020                  |                                              |                                                    |                                                |
| 17 de agosto de 2020  | Castelo de Vide                              | Joana Teles e Hélder Reis                          | Joana Dias                                     |
| 18 de agosto de 2020  | São Pedro do Sul                             | Vanessa Oliveira e José Pedro Vasconcelos          | Idevor Mendonça                                |
| 19 de agosto de 2020  | Linhares da Beira                            | Joana Teles e Hélder Reis                          | Joana Dias                                     |
| 20 de agosto de 2020  | Manteigas                                    | Vanessa Oliveira e José Pedro Vasconcelos          | Idevor Mendonça                                |
| 21 de agosto de 2020  | Vila Ruiva                                   | Joana Teles e Hélder Reis                          | Joana Dias                                     |
| 2021                  |                                              |                                                    |                                                |
| 7 de julho de 2021    | Oeiras                                       | Vanessa Oliveira e Jorge Gabriel                   | Inês Carranca Idevor Mendonça (exteriores)     |
| 9 de julho de 2021    | Costa de Caparica                            | Tânia Ribas de Oliveira e Jorge Gabriel            | Idevor Mendonça Inês Carranca (exteriores)     |
| 23 de agosto de 2021  | Zoomarine - Albufeira                        | Vanessa Oliveira e Hélder Reis                     | Idevor Mendonça Isabel Angelino (exteriores)   |
| 24 de agosto de 2021  | Lagoa das Furnas                             | José Pedro Vasconcelos e Tatiana Ourique           | Graça Moniz João Sobral (exteriores)           |
| 26 de agosto de 2021  | Praia de Santa Bárbara - Ribeira Grande      | José Pedro Vasconcelos e Tatiana Ourique           | Graça Moniz João Sobral (exteriores)           |
| 31 de agosto de 2021  | Porto Moniz                                  | Jorge Gabriel, Licínia Macedo e Sofia Relva Borges | Sofia Relva Borges (exteriores)                |
| 1 de setembro de 2021 | Entre-os-Rios                                | Hélder Reis e Tânia Ribas de Oliveira              | Rita Belinha José Manuel Monteiro (exteriores) |
| 2 de setembro de 2021 | Machico                                      | Jorge Gabriel, Licínia Macedo e Sofia Relva Borges | Sofia Relva Borges (exteriores)                |
| 3 de setembro de 2021 | Vila Nova de Cerveira                        | Joana Teles e Hélder Reis                          | Rita Belinha (também em exteriores)            |
| 2022                  |                                              |                                                    |                                                |
| 1 de agosto de 2022   | Praia Fluvial de Coja (Arganil)              | Joana Teles e José Pedro Vasconcelos               | José Manuel Monteiro                           |
| 2 de agosto de 2022   | Praia Fluvial de Constância                  | Vanessa Oliveira e José Carlos Malato              | Isabel Angelino                                |
| 3 de agosto de 2022   | Praia Fluvial do Alqueirão (Terras de Bouro) | Joana Teles e José Pedro Vasconcelos               | José Manuel Monteiro                           |